# Batman: Arkham VR
Batman: Arkham VR — компьютерная игра с использованием виртуальной реальности, разработанная Rocksteady Studios и изданная Warner Bros. Interactive Entertainment для PlayStation 4 и Microsoft Windows. Основанная на супергерое DC Comics, Бэтмене, игра входит в серию Batman: Arkham и является первой игрой в серии, использующей виртуальную реальность, позволяя игрокам увидеть мир игры с точки зрения Бэтмена. Arkham VR был выпущен во всем мире 11 октября 2016 года для PlayStation 4 и 25 апреля 2017 года для Microsoft Windows.
Написанный Ианом Боллом и Мартином Ланкастером, Arkham VR основан на известнейших комиксах о Бэтмене. Сюжетная линия игры проходит между Batman: Arkham City 2011 года и Batman: Arkham Knight 2015 года, и следует за Бэтменом, когда он исследует исчезновение его союзников: Найтвинга и Робина.
Игра представлена от первого лица, основное внимание уделяется использованию навыков и гаджетов Бэтмена для изучения ближайшей среды и решения головоломок.

## Геймплей
Batman: Arkham VR — приключенческая игра, играемая от первого лица с использованием PlayStation VR, HTC Vive, или Oculus Rift и связанных с ними контроллеров, чтобы видеть глазами игрового персонажа, Бэтмена. Игрок может свободно обходить окружающую среду, взаимодействовать с достижимыми предметами и получать доступ к трем гаджетам из служебного пояса Бэтмена: бросковой бэтаранг, грейферный пистолет - крюк для захвата и судебный сканер, который может использоваться для проверки доказательств и воссоздания сцен преступлений. Игрок может телепортироваться в предустановленные местоположения вокруг текущей среды (иногда благодаря крюку для захвата), но персонаж не может свободно ходить.
В отличие от предыдущих игр серии Arkham, Arkham VR не имеет никакого боя и вместо этого фокусируется на решении головоломок, чтобы найти подсказки, которые будут продвигать решение тайны. Arkham VR включает в себя дополнительные задачи, в том числе 30 задач от суперзлодея Загадочника, который добавляет различные головоломки и скрытые предметы после завершения игры, тренировки с использованием бэтаранга, и просмотр профилей и моделей для различных персонажей серии на бэткомпьютере.

## Персонажи
Главный герой — Бэтмен (Кевин Конрой)— супергерой, обученный на пик человеческого физического и умственного совершенства и эксперт в области боевых искусств. Его поддерживают его союзники, Робин (Том Остин), Найтвинг и его верный дворецкий Альфред Пенниуорт (Хью Фрейзер). Крестовый поход Бэтмена против преступности приводит его в конфликт с Пингвином (Ян Редфорд), мутантом Убийцей Кроком (Стивен Блум), и Загадочником (Уолли Вингерт). Главный враг Бэтмена, психопат Джокер (Марк Хэмилл), появляется после его смерти во время событий Arkham City, после того как он поддался фатальной болезни, вызванной его предыдущим потреблением формулы Титана, нестабильной стероидной сывороткой, которая превращает людей в безумных монстров. В Arkham VR также есть репортер Вики Вэйл (Джулс де Йонг), родители Бэтмена, Томас и Марта Уэйн (Андреа Дэк), и их убийца Джо Чилл.

## Сюжет
Миллиардер Брюс Уэйн был разбужен кошмаром об убийстве его родителей. Его дворецкий Альфред сообщил, что есть срочная ситуация, требующая его внимания. Активируя секретный вход в Бэтпещеру под его усадьбой, Уэйн надевает свой Бэткостюм и гаджеты, чтобы стать Бэтменом. В Бэтпещере Альфред сообщает Бэтмену, что и Робин, и Найтвинг исчезли, и он не смог связаться с ними. Бэтмен активирует трекер Найтвинга и находит его в Центральном Готеме. Выйдя в Бэтмобиля, Бэтмен находит Найтвинга мертвым в переулке. Его исследование показывает, что, несмотря на его почти непревзойденную подготовку и навыки, Найтвинг потерпел поражение в бою. Далее из расследования Бэтмен узнаёт, что один из приспешников Пингвина был свидетелем убийства перед тем, как убежать.
Бэтмен путешествует в Бэткрыле, чтобы противостоять Пингвину в его лаундж-клубе «Айсберг». Он допрашивает Пингвина и узнает, что свидетель был взорван таинственным противником, прежде чем он смог раскрыть личность убийцы. Затем Бэтмен проникает в  морг Готэма, чтобы исследовать жертвы взрыва, и собирает шрапнель из взрывчатого вещества, после расследования Бэтмен идентифицирует её как принадлежащую компании по сносу, работающей над проектом канализации под Островом Основателей. Сфокусировав свой поиск в этой области, Бэтмен связывается с Робином, который предупреждает, что его удерживают, чтобы заманить Бэтмена в ловушку.
Когда Бэтмен проходит через канализацию, он слышит внутренние сообщения от Джокера. Бэтмен находит Робина в клетке, но, пытаясь освободить его, сам оказывается захвачен. Робин отмечает граффити в стиле Джокера на клетке, полагая, что их похититель изображает из себя Джокера. Бэтмен и Робин пытаются убежать, но на них нападает Убийца Крок. Они используют электрифицированные клетки, чтобы предотвратить его атаки, но одна из клеток падает на Бэтмена.
Экран вспыхивает, и клетка Бэтмена внезапно превращается в лифт, спускающийся в глубь убежища Аркхэм. По мере того, как Бэтмен исследует объект, он сталкивается с серией заключенных, взаимодействуя с каждым из них до последнего, обнаруживает Джокера. Когда Бэтмен поворачивается, чтобы уйти, он обнаруживает, что оказался в одиночестве внутри клетки Джокера. Комната начинает меняться, демонстрируя на стенах нацарапанные обвинения «убийца» и «ХА», так как выясняется, что Бэтмен убил Найтвинга, взорвал свидетеля и заманил Робина в ловушку, чтобы убить его. Он совершил эти действия под влиянием Джокера, который проник в тело и ум Бэтмена путем переливания зараженной крови до его смерти в Аркхэме. Когда Бэтмен смотрит в зеркало и видит Джокера в своём отражением, его главный враг объявляет, что теперь динамический дуэт вместе.

## Разработка
В июне 2016 года на E3 2016 было объявлено, что Rocksteady разрабатывает Batman: Arkham VR для PlayStation VR, которая выйдет в октябре 2016 года. В игре игрокам нужно будет «использовать легендарные гаджеты Бэтмена, чтобы разгадать сюжет, угрожающий жизни его ближайших союзников». После пятимесячного периода эксклюзивности для PlayStation 4,, игра была выпущена для Oculus Rift и HTC Vive 25 апреля 2017 года. Rocksteady поддразнили сюжет для Arkham VR в загружаемом контенте для Arkham Knight «Crime Fighter Challenge Pack № 6», который позволил игрокам исследовать усадьбу Уэйна и взаимодействовать с пианино, чтобы показать скрытую стену, содержащую ссылки на убийство, шрапнель и Пингвина.

## Отзывы
| Сводный рейтинг    | Сводный рейтинг |
| Агрегатор          | Оценка          |
| ------------------ | --------------- |
| GameRankings       | 76,43 %         |
| Metacritic         | (PS4) 74/100    |
| OpenCritic         | 74/100          |
| Иноязычные издания |                 |
| Издание            | Оценка          |
| 4Players           | 7,5/10          |
| Destructoid        | 6,5/10          |
| Game Informer      | 7,5/10          |
| GameSpot           | 7/10            |
| GamesRadar+        | [ 19 ]          |
| Hardcore Gamer     | 4/5             |
| IGN                | 7,2/10          |
| Jeuxvideo.com      | 16/20           |
| Push Square        | 7/10            |
| USgamer            | 3/5             |
| VideoGamer         | 8/10            |

Batman: Arkham VR получила «смешанные» отзывы критиков для версии на PlayStation 4, согласно агрегатору Metacritic.
Бен Крошоу из Zero Punctuation назвал версию для PSVR «невероятным мусором» и «полчаса виртуального тура CD-ROM с середины до конца 90-х», позже номинировав игру на звание одной из худших игр 2016 года. Official UK PlayStation Magazine назвал его седьмой лучшей игрой PSVR.
В Европе это была самая продаваемая игра для PSVR в 2017 году.